# Power Snooker

Power Snooker-Logo

Der Tisch beim Power Snooker

Power Snooker ist eine Variante der Billard-Disziplin Snooker.

## Turniere
Am 30. Oktober 2010 wurde das Power Snooker Masters zum ersten Mal im Rahmen der Snooker Main Tour in der indigO2-Arena in London präsentiert (allerdings ohne Weltranglistenpunkte). Das Event wurde von ITV4 und Eurosport live übertragen.
Es wurde recht schnell angekündigt, dass weitere Events folgen sollten, wenn die Premiere ein Erfolg wird. Ein Jahr später (2011) gab es dann am 19. und 20. November erwartungsgemäß die Fortführung des Turniers, diesmal in Manchester und bereits mit 16 Teilnehmern.

## Regeln
Die Regeln entsprechen denen des Snooker, allerdings mit folgenden Änderungen:
- Statt 15 gibt es nur 9 rote Bälle, die als Diamant am pinkfarbenen Ball angeordnet werden (der mittlere Ball des Diamanten ist der sogenannte Power Ball).
- Beim Anstoß müssen – ähnlich wie in vielen Poolbillardvarianten – mindestens 2 rote Bälle eine Bande berühren. Ist dies der Fall, darf der anstoßende Spieler am Tisch verbleiben; sonst darf der Gegner an den Tisch.
- Ein Match dauert 30 Minuten. Die Zeit beginnt beim ersten Kontakt mit den roten Bällen und wird jeweils angehalten, wenn der letzte schwarze Ball eines Frames gelocht wird.
- Es gewinnt der Spieler mit den meisten erspielten Punkten; die Anzahl der Frames hat keine Bedeutung.
- Es gibt ein Zeitlimit (Shot clock) von 20 Sekunden pro Stoß.
- Ein Zeitfoul wird mit 20 Foulpunkten geahndet. Der Gegner kann anschließend übernehmen oder den Foulenden fortsetzen lassen.
- Der besonders gekennzeichnete mittlere rote Ball ist der Power Ball, der bereits zwei Punkte zählt. Wird er gelocht, zählen für 2 Minuten alle gelochten Bälle doppelt (Power Play). Verschießt der Spieler während des Power Plays, bekommt der Gegner die verbleibende Zeit.
- Der Baulk-Bereich – der annähernd rechteckige Bereich zwischen der oberen Bande und der Baulk-Linie in der oberen Hälfte des Tisches, aus dem der Break ausgeführt wird und der auch das D enthält – ist die Power Zone. Wird der Spielball von hier herausgespielt, zählt jeder gelochte Ball doppelt (während des Power Plays vierfach). Der Schiedsrichter sagt an, wenn ein Stoß aus der Power Zone erfolgt.
- Ein Foul während des Power Plays wird mit doppelten Foulpunkten bestraft. Wenn das Foul während des Power Plays passiert und der Spielball aus der Power Zone herausgespielt wurde, wird dieses Foul dann analog sogar mit den vierfachen Foulpunkten geahndet.
- Nach einem Foul hat der Gegner Ball in Hand in der ganzen Power Zone (nicht nur im D wie im gewöhnlichen Snooker) und darf den Spielball in diesem Bereich beliebig aufsetzen.
- Ursprünglich wurde ein Century Break mit einem 50 Punkte-Bonus belohnt. Wurde im darauffolgenden Frame erneut ein Century Break erzielt, erhielt der Spieler einen Bonus von 100 Punkten und beim dritten Frame in Folge, in dem ein Century erzielt wurde, 200 Punkte. Mit den Power Snooker Masters 2011 wurde dieser Abschnitt jedoch kommentarlos aus dem Regelwerk entfernt.[4]
- Bei Punktgleichheit am Ende eines Matches (nach 30 Minuten) wird die Begegnung durch eine Re-spotted black entschieden.